# 线状雨带

2017年7月18日新潟县的气象雷达显示的线状雨带

以2017年7月5日九州北部大雨为例，福冈、大分等地出现连续强降水活动。

线状雨带是由积雨云形成的一条长约50至300公里、宽约20至50公里的线状云团，在同一地方经过或停滞几个小时导致的局部强降水。
这个术语在2014年廣島土石流后在日本开始频繁使用。